# فیض سلمانی

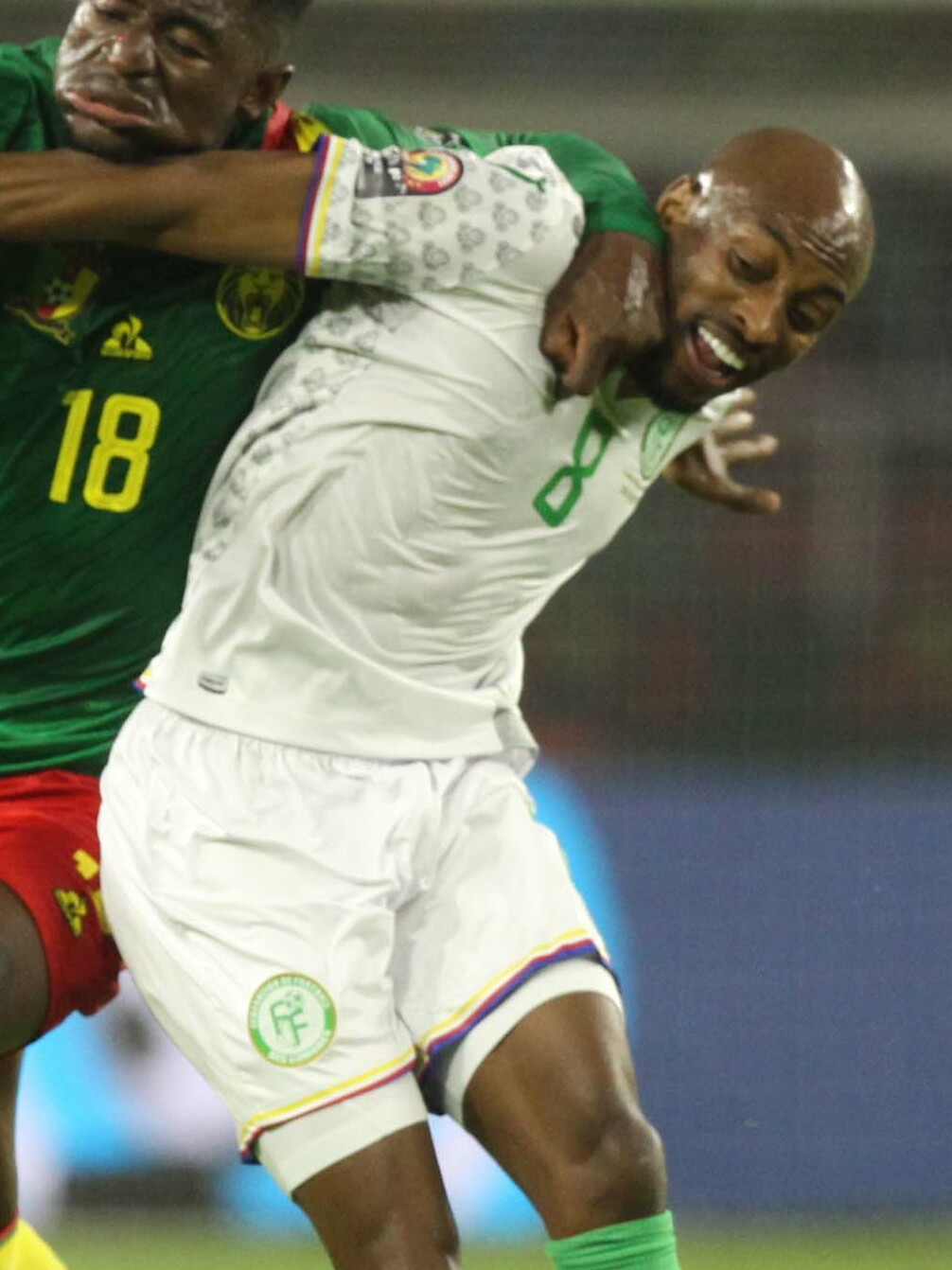
فیض سلمانی - ۲۰۲۲

فیض سلمانی (انگلیسی: Faïz Selemani؛ زادهٔ ۱۴ نوامبر ۱۹۹۳) بازیکن فوتبال اهل فرانسه است.
از باشگاه‌هایی که در آن بازی کرده‌است می‌توان به باشگاه فوتبال رویال یونیون سنت ژیل، باشگاه فوتبال لوریان، باشگاه فوتبال کورتریک، و باشگاه فوتبال آژاکسیو اشاره کرد.
وی همچنین در تیم ملی فوتبال اتحاد قمر بازی کرده‌است.